# Викрадачі картин
«Викрадачі картин» — кримінальний трилер 2004 року спільного виробництва Іспанії та США.

## Сюжет
З художнього музею Барселони було викрадено знаменитий шедевр, попри високий ступінь захисту. Картина пензля Ель Греко належала Віктору Бойду — багатому бізнесмену. Його консультант Сандра Волкер вирушає до Іспанії. Сандра — молода жінка, яка проживає з донькою окремо від чоловіка Брюса. На час від'їзду дівчинка залишилась з батьком.
У Барселоні Сандра отримує список підозрюваних, у якому фігурує російський мафіозі Дімітрій Максімов. Невдовзі на аукціоні викрадають ще одну роботу Греко. Сандра з Даніелем переслідують злочинця, але потрапляють в автомобільну аварію. До жінки приїздить донька з батьком. У парку вони стають свідком нападу на Сандру, Брюсу не вдається наздогнати злочинців. Яхта Максімова з викраденими картинами вибухає, що підтвердило підозри. Однак Даніель виявився також кримінальним діячем. Він працював у навчальному закладі й використовував учнів для крадіжок на замовлення Бойда. Герой робив це, бо вважав себе нездарою, а замовник обіцяв зробити його знаменитим.
Даніель дізнається намір Бойда вбити Сандру. Він намагається захистити родину Волкер. Пострілом Брюс вбиває бізнесмена.

## У ролях
| Актор          | Роль              |
| -------------- | ----------------- |
| Вільям Болдвін | Брюс Волкер       |
| Еллен Помпео   | Сандра Волкер     |
| Абель Фолк     | Даніель           |
| Сімон Андреу   | Дімітрій Максімов |
| Ед Лотер       | Віктор Бойд       |

## Створення фільму

### Виробництво
Знімання фільму відбувалося в Барселоні, Іспанія.

### Знімальна група
- Кінорежисер — Браян Гоерс
- Сценаристи — Даяна Файн, Еван Спіліотопоулос
- Кінопродюсер — Тадео Віллілба
- Композитор — Шон Мюррей
- Кінооператор — Жак Хайткін
- Кіномонтаж — Пол Г. Фольк
- Художник-постановник — Пеп Олівер
- Художник-декоратор — Алекс Таррагюелл
- Художник з костюмів — Інес Ліверато
- Підбір акторів — Хісела Кренн[1]

## Сприйняття
Фільм отримав негативні відгуки. На сайті Rotten Tomatoes оцінка стрічки становить 21 % від глядачів із середньою оцінкою 2,6/5 (405 голосів). Фільму зарахований «розсипаний попкорн» від глядачів, Internet Movie Database — 4,3/10 (748 голосів).